# 圣斯皮里图斯省
圣斯皮里图斯省（西班牙語：Provincia de Sancti Spíritus），是古巴中部的一个省，首府为圣斯皮里图斯市，主要城市另有特立尼达。该省面积6,736.51平方公里，人口463,009人（2004年）。